# Firefly (Fluggesellschaft)
Firefly (eigentlich FlyFirefly Sdn Bhd) ist eine malaysische Regionalfluggesellschaft mit Sitz in Kuala Lumpur und Basis auf dem Flughafen Kuala Lumpur-Sultan Abdul Aziz Shah. Sie ist ein Tochterunternehmen der Malaysia Airlines.

## Geschichte
Firefly wurde am 3. April 2007 gegründet.

## Flugziele
Firefly fliegt von ihrer Heimatbasis in Kuala Lumpur Ziele innerhalb Malaysias und in Südostasien an.

## Flotte
Mit Stand Januar 2023 besteht die Flotte der Firefly aus 13 Flugzeugen mit einem Durchschnittsalter von 12,3 Jahren:
| Flugzeugtyp    | Anzahl | bestellt | Anmerkungen  | Durchschnittsalter |
| -------------- | ------ | -------- | ------------ | ------------------ |
| ATR 72-500     | 09     |          | zwei inaktiv | 12,8 Jahre         |
| Boeing 737-800 | 04     |          |              | 12,3 Jahre         |
| Gesamt         | 13     |          |              | 12,7 Jahre         |